# Herran (Haute-Garonne)
Pour les articles homonymes, voir Herran.
Herran est une commune française située dans le sud-ouest du département de la Haute-Garonne, en région Occitanie. Sur le plan historique et culturel, la commune est dans le pays de Comminges, correspondant à l’ancien comté de Comminges, circonscription de la province de Gascogne située sur les départements actuels du Gers, de la Haute-Garonne, des Hautes-Pyrénées et de l'Ariège.
Exposée à un climat de montagne, elle est drainée par l'Arbas et par divers autres petits cours d'eau. La commune possède un patrimoine naturel remarquable composé de trois zones naturelles d'intérêt écologique, faunistique et floristique.
Herran est une commune rurale qui compte 72 habitants en 2022, après avoir connu un pic de population de 453 habitants en 1872. Ses habitants sont appelés les Herranais ou  Herranaises.

## Géographie

### Localisation
La commune de Herran se trouve dans le département de la Haute-Garonne, en région Occitanie.
Elle se situe à 82 km à vol d'oiseau de Toulouse, préfecture du département, à 22 km de Saint-Gaudens, sous-préfecture, et à 33 km de Bagnères-de-Luchon, bureau centralisateur du canton de Bagnères-de-Luchon dont dépend la commune depuis 2015 pour les élections départementales.
La commune fait en outre partie du bassin de vie d'Aspet.
Les communes les plus proches sont : 
Fougaron (2,1 km), Arbas (2,7 km), Galey (4,1 km), Saint-Jean-du-Castillonnais (4,3 km), Augirein (4,5 km), Orgibet (4,7 km), Saint-Lary (5,1 km), Buzan (5,3 km).
Sur le plan historique et culturel, Herran fait partie du pays de Comminges, correspondant à l’ancien comté de Comminges, circonscription de la province de Gascogne située sur les départements actuels du Gers, de la Haute-Garonne, des Hautes-Pyrénées et de l'Ariège.
Herran est limitrophe de sept autres communes dont deux dans le département de l'Ariège.
Les communes limitrophes sont  Arbas, Chein-Dessus, Fougaron, Galey, Milhas, Portet-d'Aspet et Saint-Jean-du-Castillonnais.
|                | Chein-Dessus   | Arbas                                |
| Milhas         | Herran         | Fougaron                             |
| Portet-d'Aspet | Galey (Ariège) | Saint-Jean-du-Castillonnais (Ariège) |

### Géologie et relief
La superficie de la commune est de 1 537 hectares ; son altitude varie de 520  à   1 574 mètres.

### Hydrographie

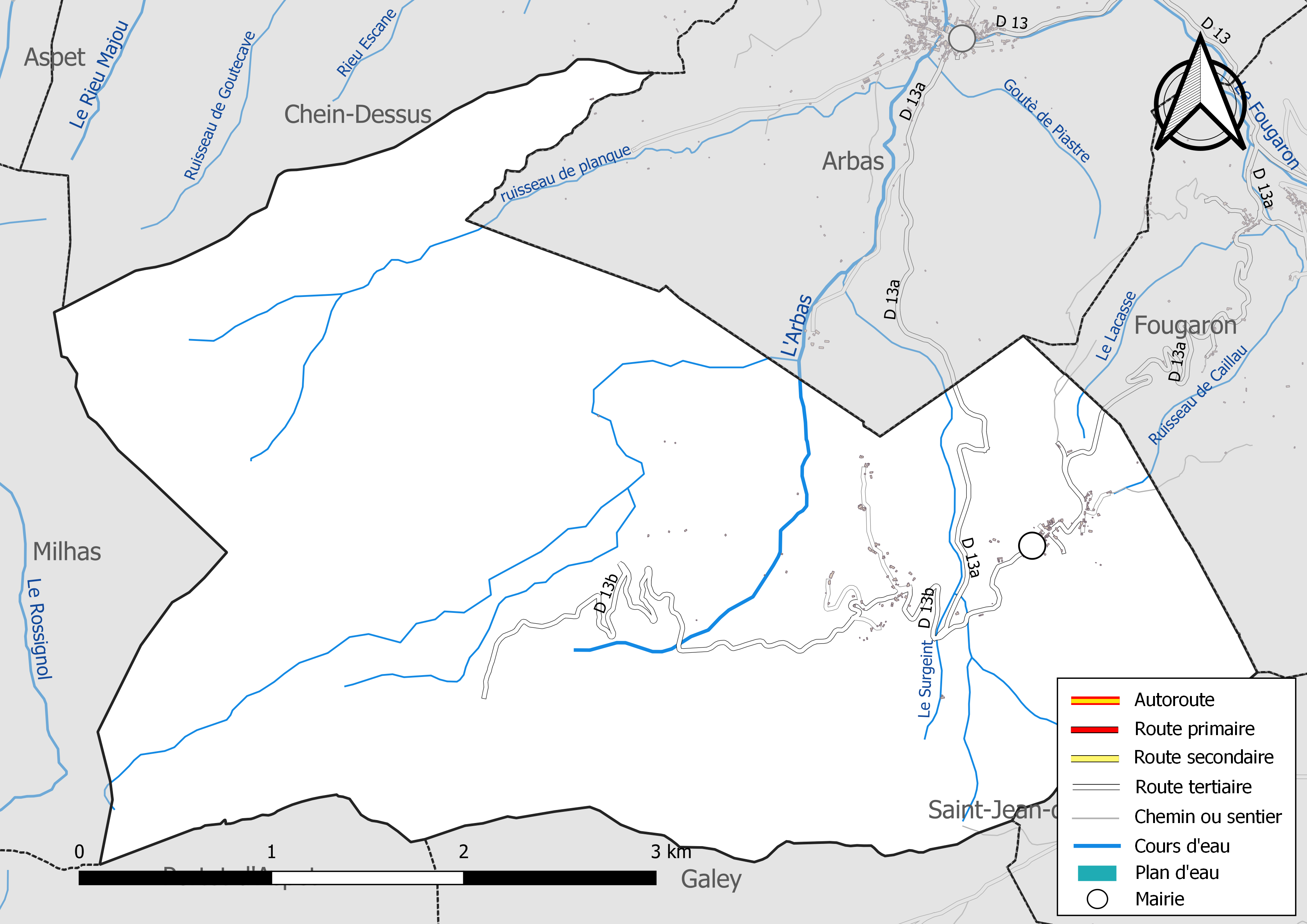
Réseaux hydrographique et routier de Herran.

La commune est dans le bassin de la Garonne, au sein du bassin hydrographique Adour-Garonne. Elle est drainée par l'Arbas, le Lacasse, le Surgeint, le ruisseau de Caillau, le ruisseau de planque et par divers petits cours d'eau, constituant un réseau hydrographique de 17 km de longueur totale,.
L'Arbas, d'une longueur totale de 18,5 km, se forme dans la vallée de Campan en Haute-Bigorre de la réunion de trois torrents : l'Adour de Payolle, l'Adour de Gripp et l'Adour de Lesponne et s'écoule vers le nord. Il traverse la commune et se jette dans le Salat à Mane, après avoir traversé 7 communes.

### Climat
Pour des articles plus généraux, voir Climat de l'Occitanie et Climat de la Haute-Garonne.
En 2010, le climat de la commune est de type climat de montagne, selon une étude s'appuyant sur une série de données couvrant la période 1971-2000. En 2020, Météo-France publie une typologie des climats de la France métropolitaine dans laquelle la commune est exposée à un climat de montagne ou de marges de montagne et est dans la région climatique Pyrénées centrales, caractérisée par une pluviométrie annuelle de 1 000 à 1 200 mm.
Pour la période 1971-2000, la température annuelle moyenne est de 10,5 °C, avec une amplitude thermique annuelle de 14,8 °C. Le cumul annuel moyen de précipitations est de 1 116 mm, avec 10,1 jours de précipitations en janvier et 8,1 jours en juillet. Pour la période 1991-2020, la température moyenne annuelle observée sur la station météorologique la plus proche, située sur la commune de Clarac à 27 km à vol d'oiseau, est de 12,5 °C et le cumul annuel moyen de précipitations est de 804,9 mm,. Pour l'avenir, les paramètres climatiques de la commune estimés pour 2050 selon différents scénarios d'émission de gaz à effet de serre sont consultables sur un site dédié publié par Météo-France en novembre 2022.

### Milieux naturels et biodiversité

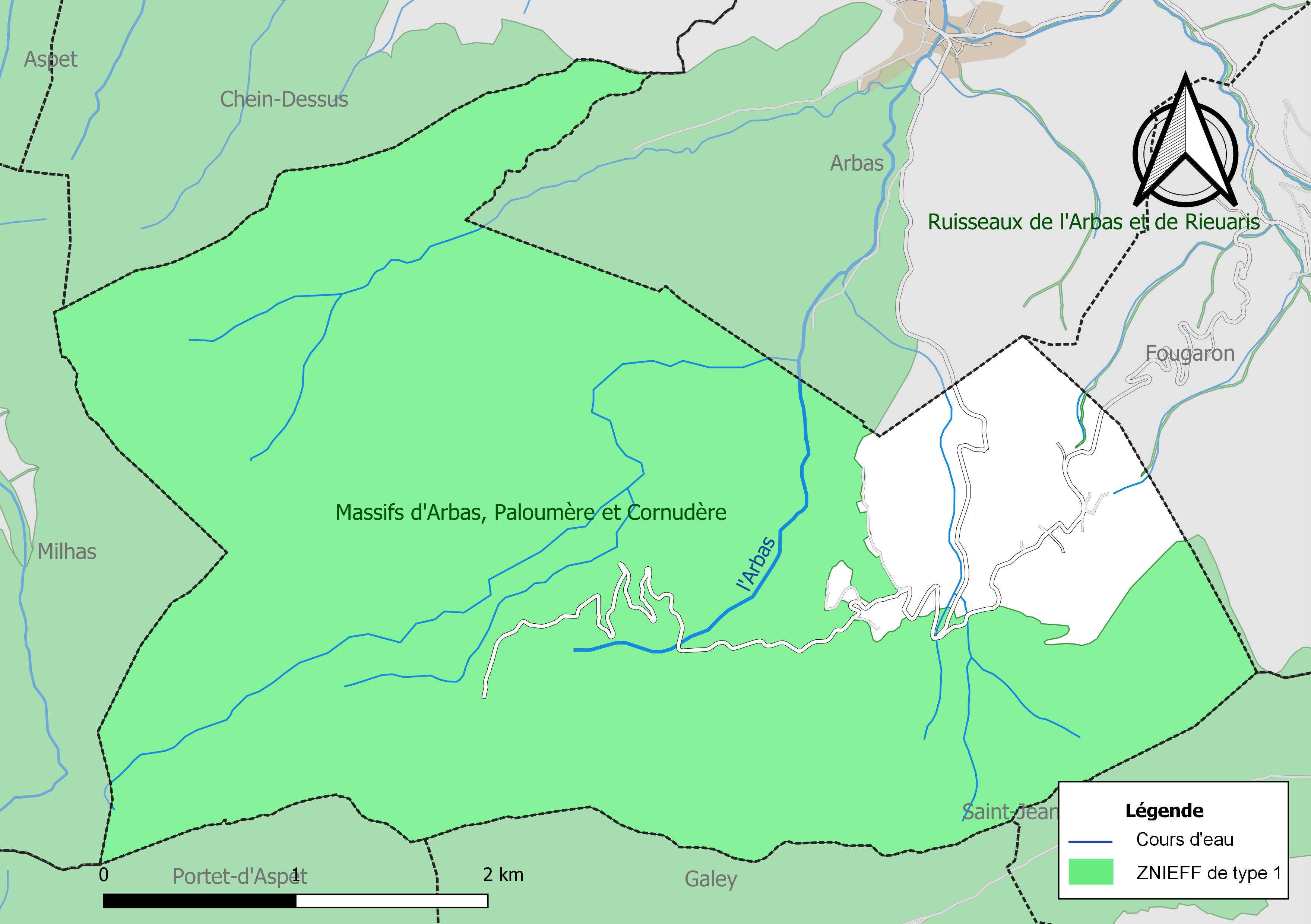
Carte des ZNIEFF de type 1 localisées sur la commune.

L’inventaire des zones naturelles d'intérêt écologique, faunistique et floristique (ZNIEFF) a pour objectif de réaliser une couverture des zones les plus intéressantes sur le plan écologique, essentiellement dans la perspective d’améliorer la connaissance du patrimoine naturel national et de fournir aux différents décideurs un outil d’aide à la prise en compte de l’environnement dans l’aménagement du territoire.
Deux ZNIEFF de type 1 sont recensées sur la commune :
les « massifs d'Arbas, Paloumère et Cornudère » (3 918 ha), couvrant 11 communes dont deux dans l'Ariège et neuf dans la Haute-Garonne et 
les « ruisseaux de l'Arbas et de Rieuaris » (64 ha), couvrant 9 communes du département
et une ZNIEFF de type 2, : 
le « massif de l'Arbas » (27 233 ha), couvrant 45 communes dont 24 dans l'Ariège et 21 dans la Haute-Garonne.

## Urbanisme

### Typologie
Au 1er janvier 2024, Herran est catégorisée commune rurale à habitat très dispersé, selon la nouvelle grille communale de densité à sept niveaux définie par l'Insee en 2022.
Elle est située hors unité urbaine et hors attraction des villes,.

### Occupation des sols
L'occupation des sols de la commune, telle qu'elle ressort de la base de données européenne d’occupation biophysique des sols Corine Land Cover (CLC), est marquée par l'importance des forêts et milieux semi-naturels (91,1 % en 2018), une proportion identique à celle de 1990 (91,1 %). La répartition détaillée en 2018 est la suivante : 
forêts (84,7 %), prairies (8,9 %), milieux à végétation arbustive et/ou herbacée (6,4 %). L'évolution de l’occupation des sols de la commune et de ses infrastructures peut être observée sur les différentes représentations cartographiques du territoire : la carte de Cassini (XVIIIe siècle), la carte d'état-major (1820-1866) et les cartes ou photos aériennes de l'IGN pour la période actuelle (1950 à aujourd'hui).

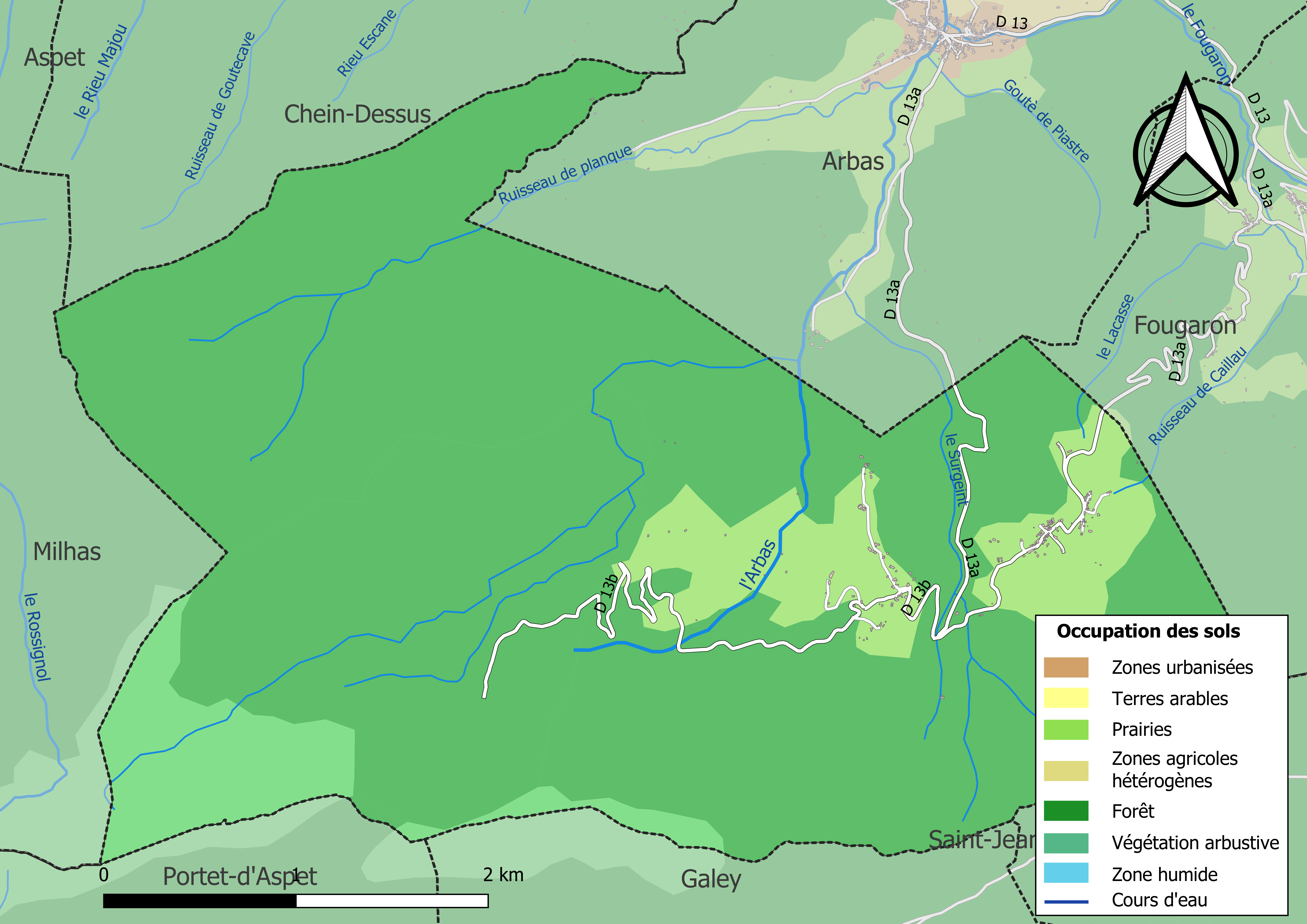
Carte des infrastructures et de l'occupation des sols de la commune en 2018 (CLC).

### Voies de communication et transports
Accès par la route départementale D 13a.

### Risques majeurs
Le territoire de la commune de Herran est vulnérable à différents aléas naturels : météorologiques (tempête, orage, neige, grand froid, canicule ou sécheresse), feux de forêts, mouvements de terrains et séisme (sismicité modérée). Un site publié par le BRGM permet d'évaluer simplement et rapidement les risques d'un bien localisé soit par son adresse soit par le numéro de sa parcelle.
Un plan départemental de protection des forêts contre les incendies a été approuvé par arrêté préfectoral du 25 septembre 2006. Herran est exposée au risque de feu de forêt du fait de la présence sur son territoire du massif des Pyrénées. Il est ainsi défendu aux propriétaires de la commune et à leurs ayants droit de porter ou d’allumer du feu dans l'intérieur et à une distance de 200 mètres des bois, forêts, plantations, reboisements ainsi que des landes. L’écobuage est également interdit, ainsi que les feux de type méchouis et barbecues, à l’exception de ceux prévus dans des installations fixes (non situées sous couvert d'arbres) constituant une dépendance d'habitation,

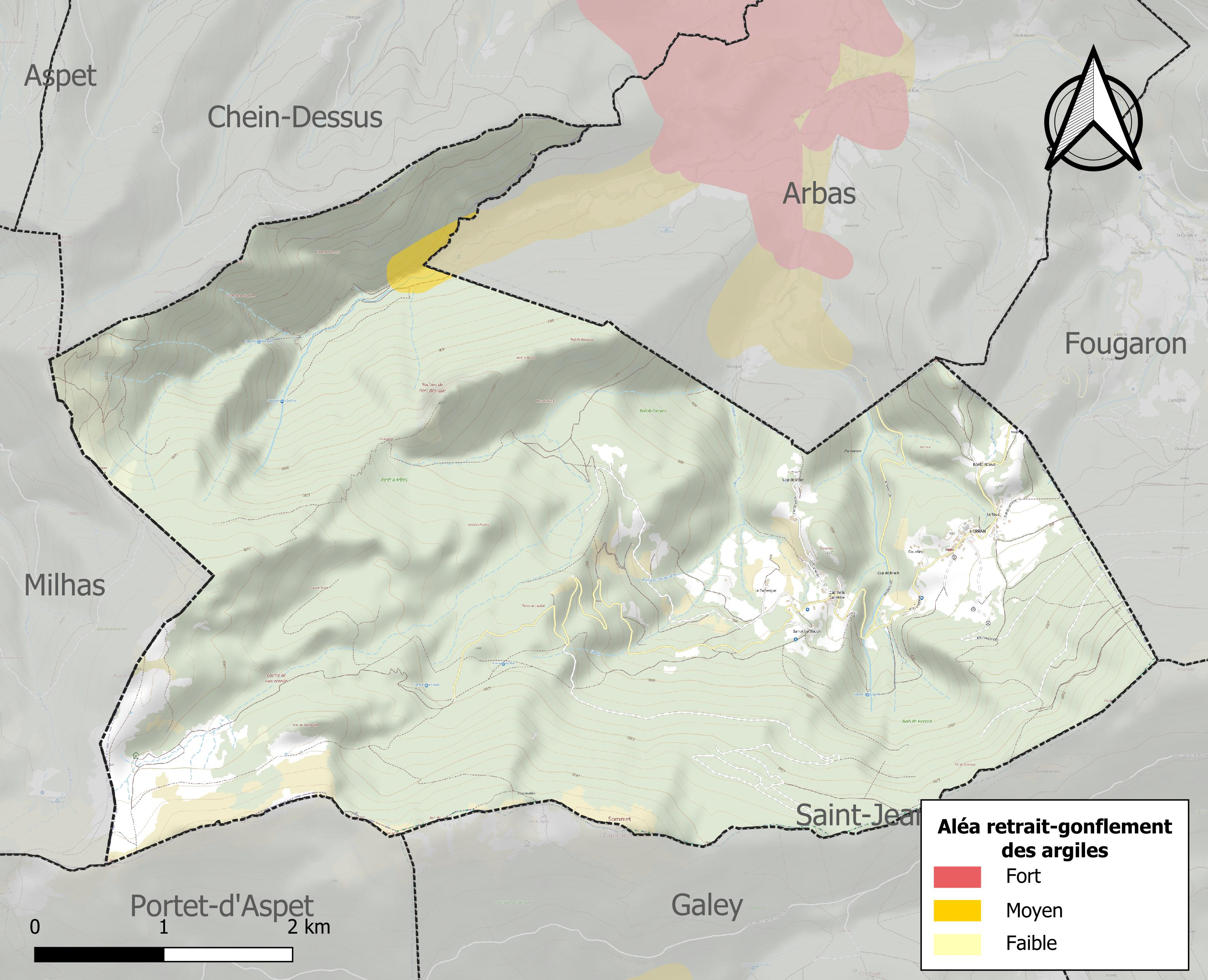
Carte des zones d'aléa retrait-gonflement des sols argileux de Herran.

La commune est vulnérable au risque de mouvements de terrains constitué principalement du retrait-gonflement des sols argileux. Cet aléa est susceptible d'engendrer des dommages importants aux bâtiments en cas d’alternance de périodes de sécheresse et de pluie. 0,6 % de la superficie communale est en aléa moyen ou fort (88,8 % au niveau départemental et 48,5 % au niveau national). Sur les 80 bâtiments dénombrés sur la commune en 2019, 0 sont en aléa moyen ou fort, soit 0 %, à comparer aux 98 % au niveau départemental et 54 % au niveau national. Une cartographie de l'exposition du territoire national au retrait gonflement des sols argileux est disponible sur le site du BRGM,.
Par ailleurs, afin de mieux appréhender le risque d’affaissement de terrain, l'inventaire national des cavités souterraines permet de localiser celles situées sur la commune.
Concernant les mouvements de terrains, la commune a été reconnue en état de catastrophe naturelle au titre des dommages causés par la sécheresse en 1989 et par des mouvements de terrain en 1999.

## Politique et administration

### Administration municipale
Le nombre d'habitants au recensement de 2011 étant compris entre 0 et 99, le nombre de membres du conseil municipal pour l'élection de 2014 est de sept,.

### Rattachements administratifs et électoraux
Commune faisant partie de la huitième circonscription de la Haute-Garonne, de la communauté de communes Cagire-Garonne-Salat et du canton de Bagnères-de-Luchon (avant le redécoupage départemental de 2014, Herran faisait partie de l'ex-canton d'Aspet).
Avant le 1er janvier 2017, elle faisait partie de la communauté de communes des Trois Vallées et du SIVOM de la région de Salies-du-Salat.

### Liste des maires
| Période                                  | Période  | Identité                | Étiquette                         | Qualité   |
| ---------------------------------------- | -------- | ----------------------- | --------------------------------- | --------- |
| Les données manquantes sont à compléter. |          |                         |                                   |           |
| mars 2001                                | 2006     | Serge Ribet             | PS                                |           |
| 2006                                     | 2014     | Marcel Fauresse         | Ensemble redressons la France-RLF |           |
| 2014                                     | En cours | Nathalie Augustin-Rouch | SE                                | Étudiante |

## Population et société

### Démographie
| 1866 | 1872 | 1876 | 1881 | 1886 | 1891 | 1896 | 1901 | 1906 |
| ---- | ---- | ---- | ---- | ---- | ---- | ---- | ---- | ---- |
| 453  | 453  | 444  | 417  | 416  | 408  | 360  | 367  | 374  |

| 1911 | 1921 | 1926 | 1931 | 1936 | 1946 | 1954 | 1962 | 1968 |
| ---- | ---- | ---- | ---- | ---- | ---- | ---- | ---- | ---- |
| 405  | 215  | 204  | 192  | 166  | 162  | 115  | 112  | 90   |

| 1975 | 1982 | 1990 | 1999 | 2006 | 2008 | 2013 | 2018 | 2022 |
| ---- | ---- | ---- | ---- | ---- | ---- | ---- | ---- | ---- |
| 94   | 106  | 71   | 81   | 74   | 73   | 71   | 75   | 72   |

| selon la population municipale des années : | 1968 | 1975 | 1982 | 1990 | 1999 | 2006 | 2009 | 2013 |
| Rang de la commune dans le département      | 435  | 473  | 427  | 466  | 523  | 515  | 521  | 525  |
| Nombre de communes du département           | 592  | 582  | 586  | 588  | 588  | 588  | 589  | 589  |

### Enseignement
Herran fait partie de l'académie de Toulouse.

### Sport
Spéléologie, parapente, randonnée pédestre, VTT

## Économie

### Emploi
|                | 2008   | 2013   | 2018  |
| -------------- | ------ | ------ | ----- |
| Commune        | 12,8 % | 20,5 % | 5,1 % |
| Département    | 7,7 %  | 9,6 %  | 9,3 % |
| France entière | 8,3 %  | 10 %   | 10 %  |

En 2018, la population âgée de 15 à 64 ans s'élève à 39 personnes, parmi lesquelles on compte 82,1 % d'actifs (76,9 % ayant un emploi et 5,1 % de chômeurs) et 17,9 % d'inactifs,. En  2018, le taux de chômage communal (au sens du recensement) des 15-64 ans est inférieur à celui de la France et du département, alors qu'en 2008 la situation était inverse.
La commune est hors attraction des villes,. Elle compte 9 emplois en 2018, contre 7 en 2013 et 11 en 2008. Le nombre d'actifs ayant un emploi résidant dans la commune est de 31, soit un indicateur de concentration d'emploi de 29 % et un taux d'activité parmi les 15 ans ou plus de 51,5 %.
Sur ces 31 actifs de 15 ans ou plus ayant un emploi, 9 travaillent dans la commune, soit 29 % des habitants. Pour se rendre au travail, 96,8 % des habitants utilisent un véhicule personnel ou de fonction à quatre roues et 3,2 % n'ont pas besoin de transport (travail au domicile).

### Activités hors agriculture
8 établissements sont implantés  à Herran au 31 décembre 2019.
Le secteur de l'administration publique, l'enseignement, la santé humaine et l'action sociale est prépondérant sur la commune puisqu'il représente 37,5 % du nombre total d'établissements de la commune (3 sur les 8 entreprises implantées  à Herran), contre 16,6 % au niveau départemental.

### Agriculture
|               | 1988 | 2000 | 2010 | 2020 |
| ------------- | ---- | ---- | ---- | ---- |
| Exploitations | 7    | 6    | 3    | 2    |
| SAU (ha)      | 130  | 127  | 121  | 93   |

La commune est dans les « Pyrénées centrales », une petite région agricole occupant le sud du département de la Haute-Garonne, massif montagneux où s’étagent les vallées profondes, la forêt et les zones intermédiaires, les estives. En 2020, l'orientation technico-économique de l'agriculture  sur la commune est l'élevage de bovins, pour la viande. Deux exploitations agricoles ayant leur siège dans la commune sont dénombrées lors du recensement agricole de 2020 (sept en 1988). La superficie agricole utilisée est de 93 ha,,.

## Culture locale et patrimoine

### Lieux et monuments
- Gouffres (hauts lieux de spéléologie), dont La Henne Morte dans le réseau Félix Trombe.
- Cascade de Planque
- Église Notre-Dame-du-Rosaire.

### Personnalités liées à la commune
- Félix Trombe.
- Marcel Loubens.

## Pour approfondir